# Фонд берлінського планетарію

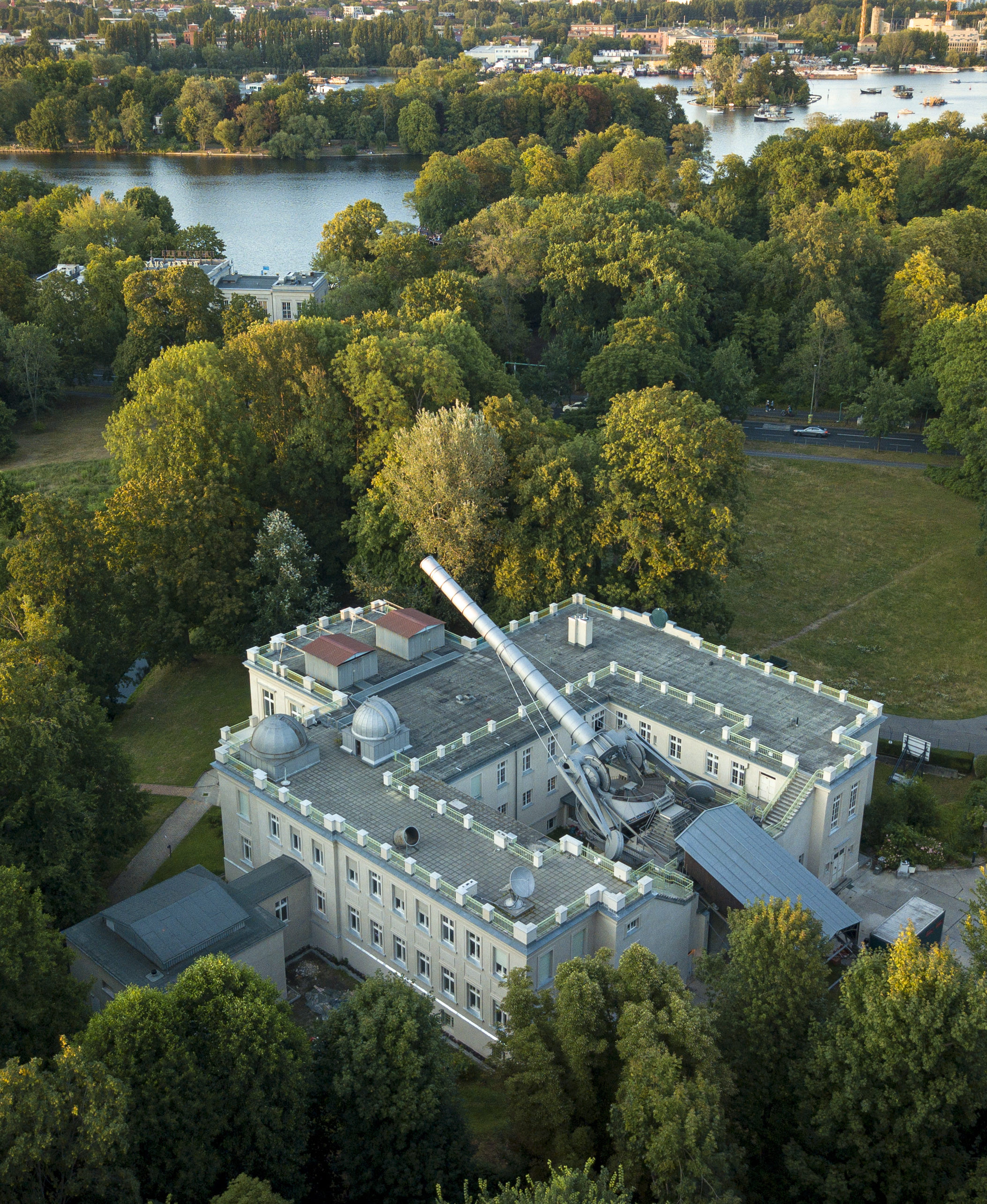
Обсерваторія Архенгольда

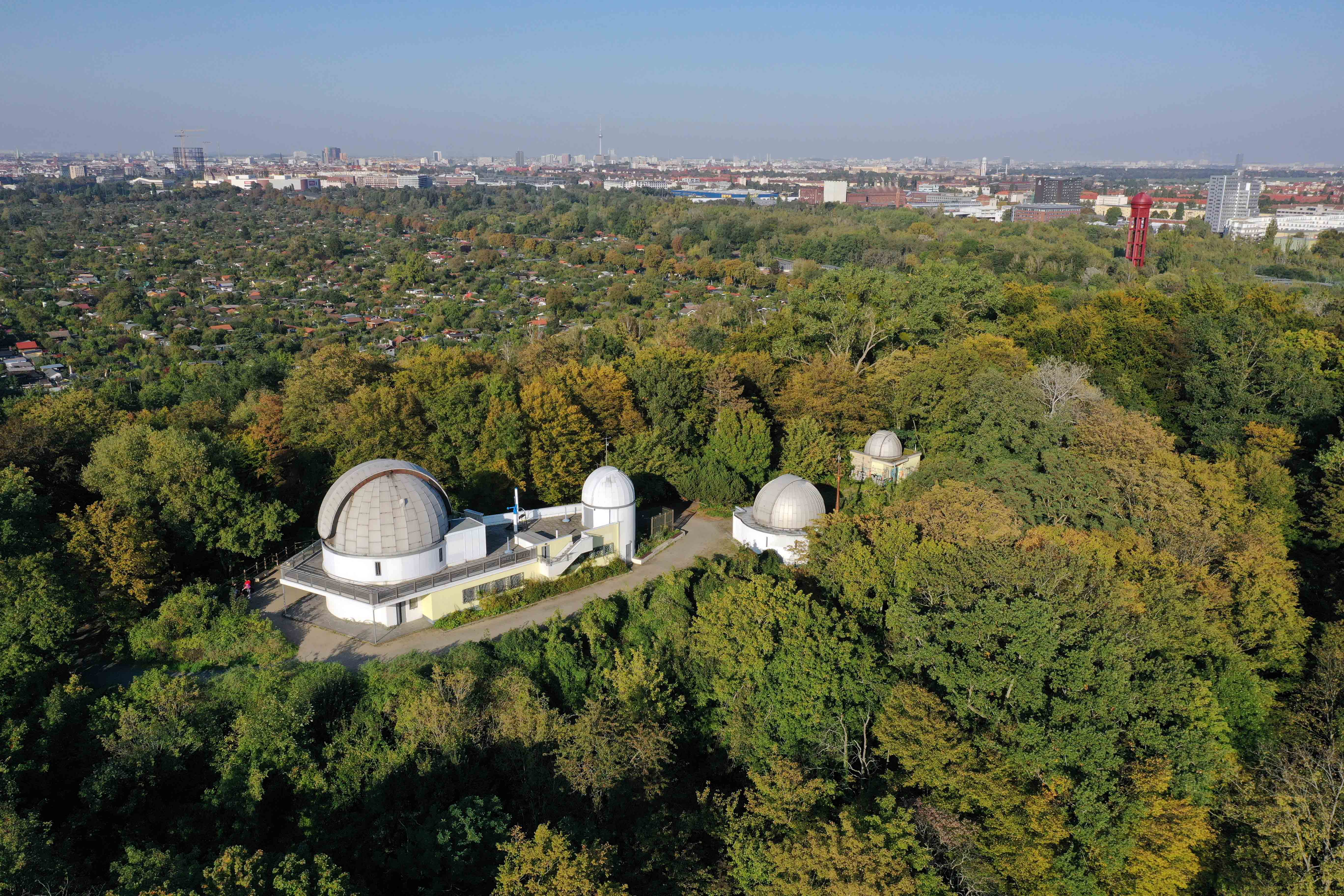
Обсерваторія Вільгельма Ферстера

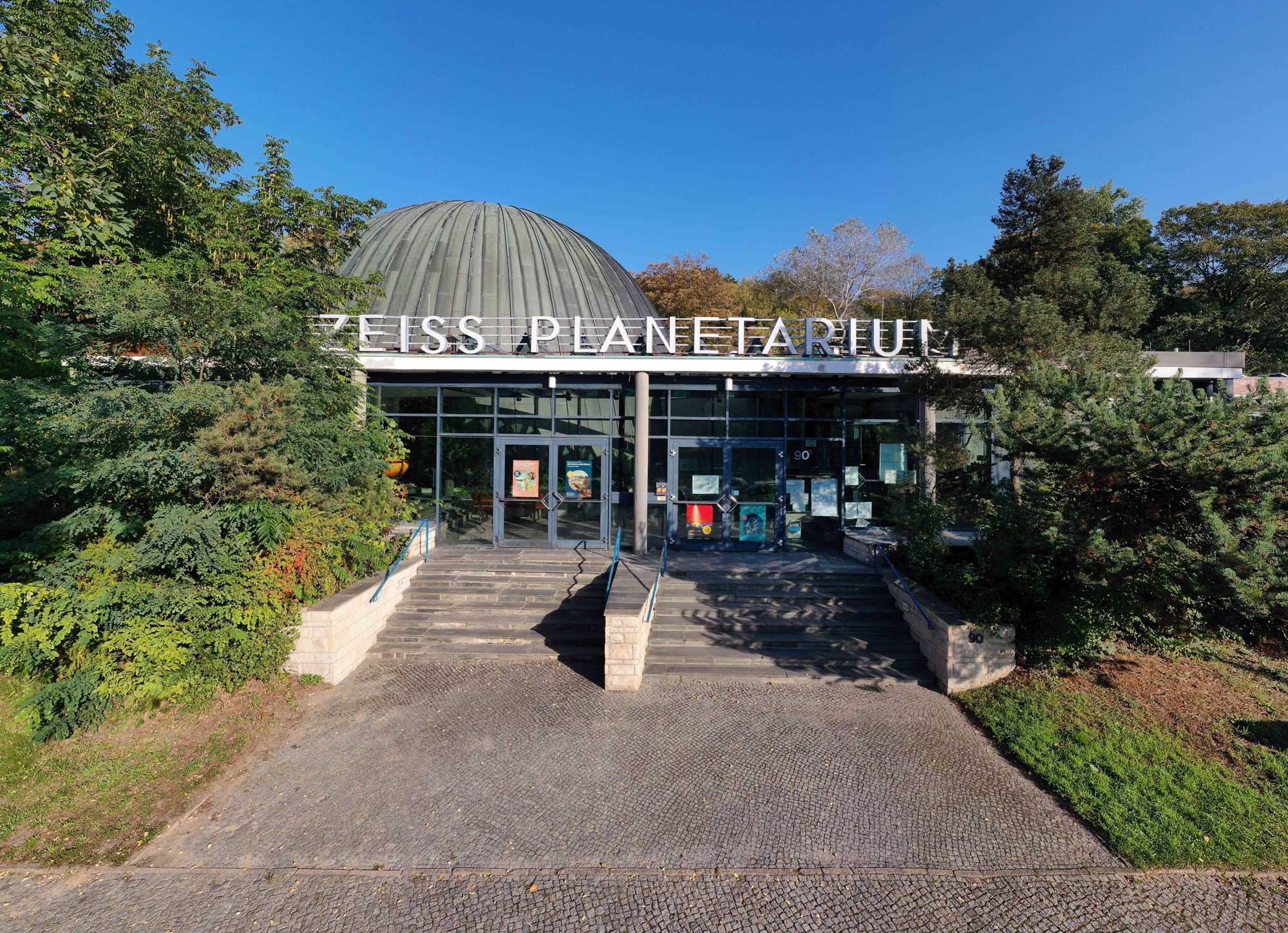
Планетарій на Інзуланері

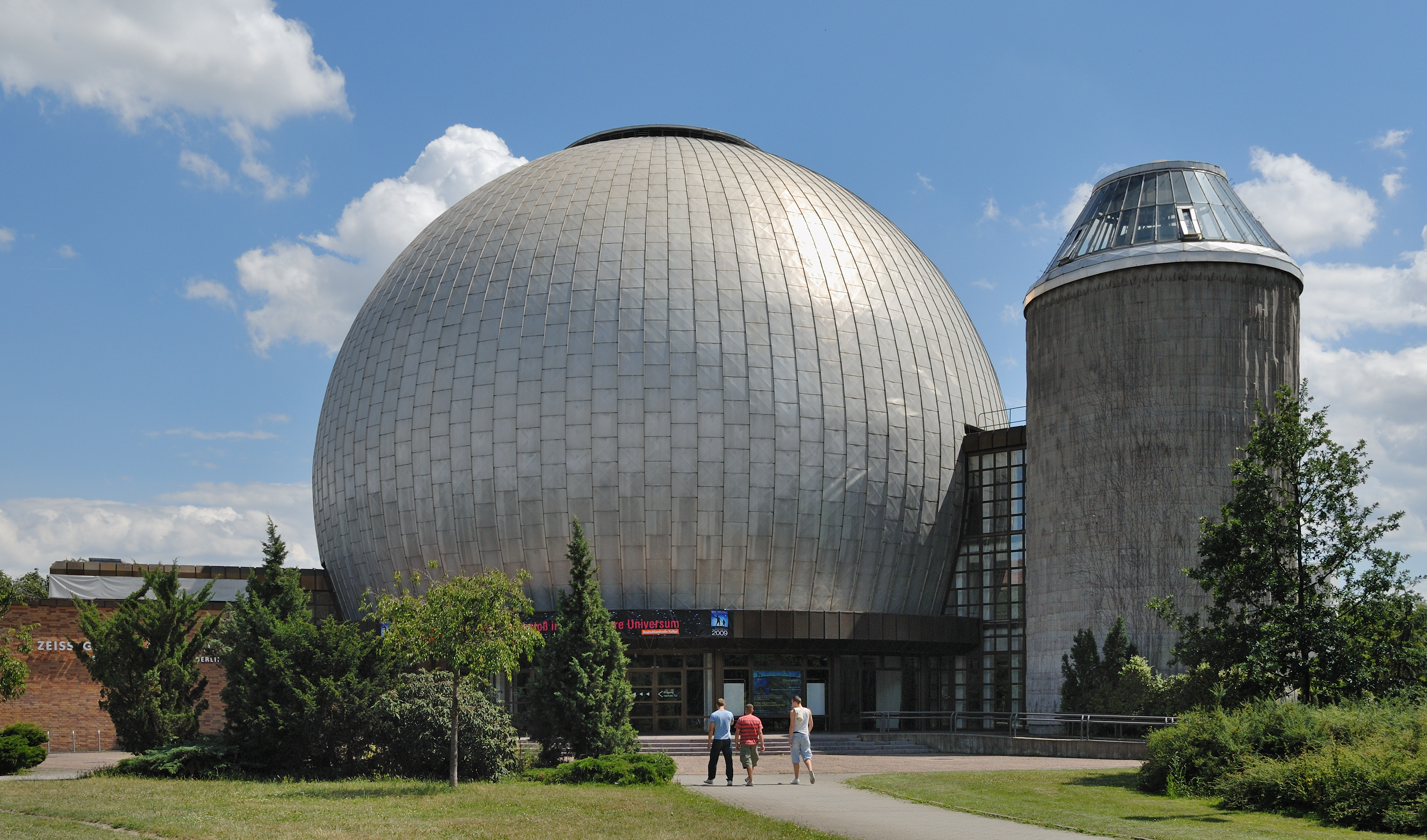
Цайссівський великий планетарій

Берлінський фонд планетарію (нім. Stiftung Planetarium Berlin), заснований у 2016 році, об'єднує 2 громадські обсерваторії та 2 планетарії Берліна:
- Обсерваторію Архенгольда,
- Обсерваторію Вільгельма Ферстера,
- Планетарій на Інзуланері,
- Цайссівський великий планетарій.

Щороку заклади фонду відвідують понад 400 000 гостей. У планетаріях фонду відвідувачі можуть подивитись на повнокупольні зображення нічного неба, а в обсерваторіях — спостерігати зоряне небо в телескоп. Тематика закладів фонду охоплює астрономію та суміжні науки.

## Цілі
Берлінський фонд планетарію заснували, щоб об'єднати в одній організації Обсерваторію Архенгольда, Обсерваторію Вільгельма Ферстера, Планетарій на Інзуланері і Цайссівський великий планетарій з метою розвитку популярної астрономії в Берліні. На той час Берлін мав два фінансовані державою планетарії та дві громадські обсерваторії, але різниця організаційних структур перешкоджала об'єднанню наявних людських, фінансових і технічних ресурсів, тому об'єднання цих установ в одній організації мало сприяти їх розвитку.

## Організаційна структура
Берлінським фондом планетарію керують опікунська рада (нім. Stiftungsrat) та правління (нім. Vorstand). Правління здійснює керівництво справами, а опікунська рада контролює діяльність Правління та приймає рішення з основних і спеціальних питань. Члени опікунської ради працюють на громадських засадах і мають різну професійну освіту.

## Діяльність

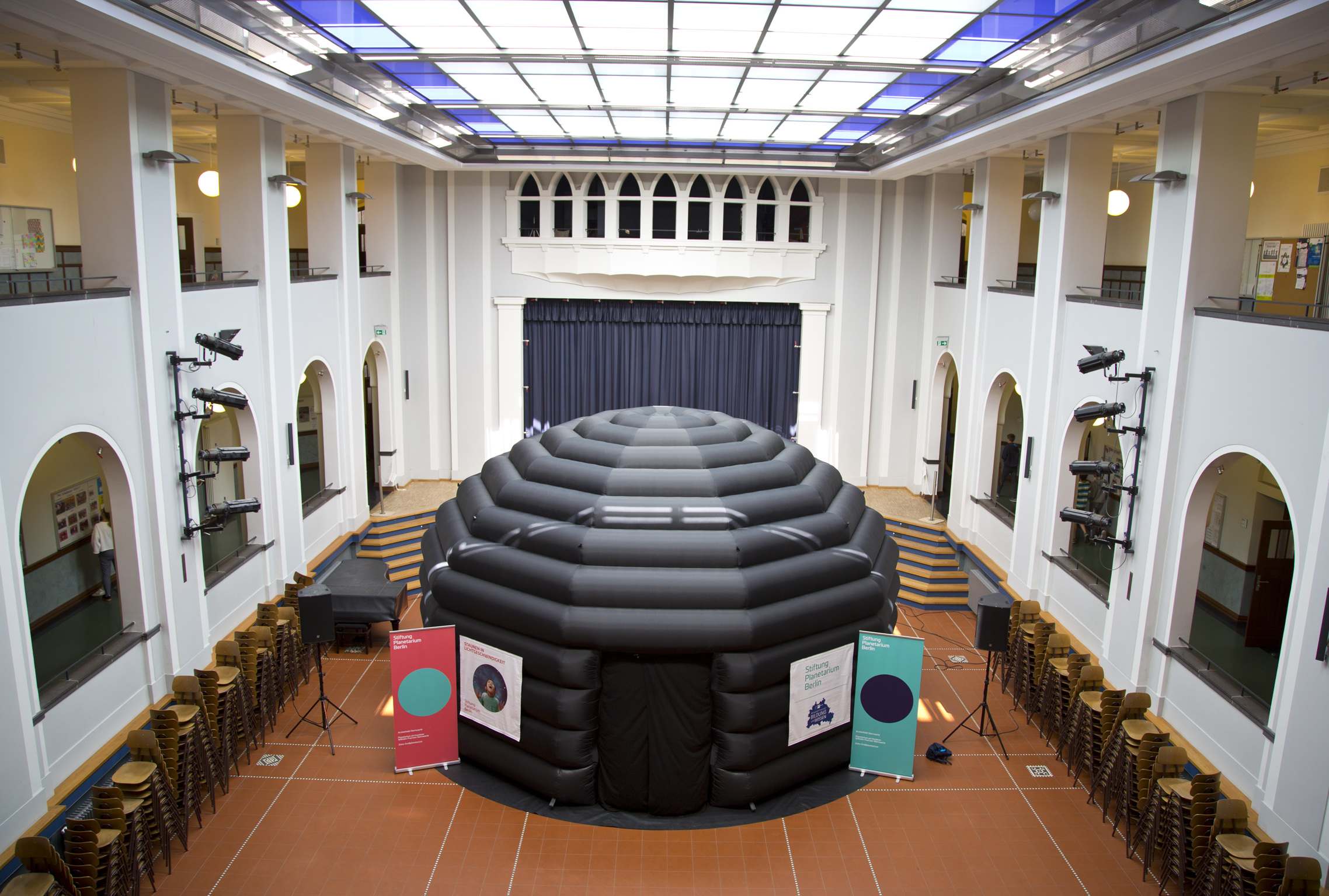
Купол INTENSE, встановлений у школі

Цайссівський великий планетарій і Планетарій на Інзуланері тепер показують не тільки астрономічні програми, а й повнокупольні програми з інших галузей науки, музики й культури.
У ясні ночі відвідувачі можуть дивитися на небо у великі телескопи Обсерваторії Архенгольда та Обсерваторії Вільгельма Ферстера.
В обсерваторії Архенхолда є музей, який показує розвиток обсерваторій від давнини до сучасної космічної астрономії.
Радіошоу «Косморома» від співробітників фонду на радіо Flux FM номінували на Премію Німецького радіо в категорії «Інформація» (2023).
Від 2014 році співробітники фонду проводять «Довгу ніч астрономії» на Темпельхофському полі, показуючи відвідувачам небо в телескоп та відповідаючи на запитання.
Фонд видає дитячий подкаст «Abgespaced — Der Weltraum von A bis Z», в якому діти пояснюють Всесвіт за літерами алфавіту. Подкаст був нагороджений відзнакою Educational Media Prize (2022) і номінований Інститутом Грімме на онлайн-премію Онлайн-нагороду Грімме (2022).
Фонд має пересувний 9-метровий купол INTENSE для повнокупольних шоу, який подорожує берлінськими дитячими садками, початковими та середніми школами.